# Вулиця Костянтина Хохлова
Ву́лиця Костянти́на Хохло́ва — вулиця в Голосіївському районі міста Києва, місцевість Віта-Литовська. Пролягає від Бродівської вулиці до кінця забудови (ліс).
Прилучаються вулиці Олега Рябова та Клавдії Радченко.

## Історія
Вулиця виникла на початку 2010-х років під проектною назвою Лінія 3. Сучасна назва на честь радянського актора і режисера Костянтина Хохлова — з 2011 року.